# Satya
Satya is een religieus of spiritueel filosofisch concept van het juist hanteren van waarheid, waarheidsliefde in handelen, woord en gedachte.
Satya is door Patanjali beschreven in de Yogasoetra's, als een van de vijf delen van Yama:

36. (b) Satya zorgt ervoor dat je woorden daden worden.